# سیارک ۱۰۹۹۰
سیارک ۱۰۹۹۰ (به انگلیسی: 10990 Okunev، نامگذاری:1973SF6) ده هزار و نهصد و نودمین سیارک کشف شده‌است که در ۲۸ سپتامبر ۱۹۷۳ کشف شد.
قدر مطلق سیارک برابر ۱۷.۰ است.